# Johann Nepomuk Baur

Johann Nepomuk Baur (um 1893)

Johann Nepomuk Baur (* 14. April 1826 in Wallenhausen; † 15. Januar 1902 in Sontheim) war ein schwäbischer Landwirt und Politiker der Patriotenpartei (ab 1887 bayerische Zentrumspartei). 

## Werdegang
Baur war Bürgermeister seiner Heimatgemeinde Wallenhausen (Bezirksamt Neu-Ulm). Als Vertreter des Wahlkreises Krumbach/Schw. gehörte er von 1881 bis 1899 der Kammer der Abgeordneten des Bayerischen Landtags an.